# Паливо-повітряна суміш
Паливо-пові́тряна су́міш або горю́ча су́міш — це суміш пари пального з повітрям, що є термодинамічним робочим тілом, яке зазнає стиснення, горіння і нагрівання у циліндрі поршневого двигуна внутрішнього згоряння. Завдяки цим термодинамічним змінам робочого тіла стає можливим виробляння механічної енергії поршневим двигуном внутрішнього згоряння.

## Загальні положення
Робочий цикл поршневого двигуна внутрішнього згоряння здійснюється в результаті виділення теплоти при хімічних реакціях згоряння палива безпосередньо в циліндрі двигуна. Як паливо для двигунів використовуються рідкі нафтопродукти (бензин, дизельне пальне, важке дизельне паливо) та горючі гази, основну частину яких становлять вуглеводні. Для згоряння палива відомого елементного складу потрібна цілком певна кількість кисню, обумовлена зі стехіометричних співвідношень, а отже, і відповідна кількість повітря. Згоряння палива з теоретично необхідною кількістю повітря є частковим випадком згоряння.

## Вимоги до паливо-повітряної суміші
Основними функціями, що покладаються на обладнання для підготовлення паливо-повітряної суміші є:
- подавання певної відповідної кількості пального до потоку повітря, що надходить у поршневий двигун внутрішнього згоряння через впускну систему;
- забезпечення повного випаровування крапель пального для отримання однорідної газоподібної суміші з відповідним співвідношенням вуглеводневого пального та окиснювача.

Суміш повинна мати відповідний стехіометричний хімічний склад, що забезпечує повне окиснення вуглеводневих складників пального. Завдяки цьому досягається мінімальний вміст токсичних складових у вихлопних газах та висока ефективність роботи каталітичних нейтралізаторів випускної системи. Важливим є коефіцієнт надлишку повітря, значення якого повинно бути близьким до одиниці.
Залежно від організації робочого процесу двигуна, співвідношення між кількістю повітря й кількістю палива, що надходять у циліндр, може змінюватися. На кожну масову або об'ємну одиницю палива може припадати кількість повітря, більша або менша від теоретично необхідного. Відношення дійсної кількості повітря до теоретично необхідного називається коефіцієнтом надлишку повітря (α).
Коефіцієнт надлишку повітря, що визначає співвідношення кількості повітря й палива в горючій суміші, характеризує її якість. При збільшенні коефіцієнта надлишку повітря (α > 1) суміш робиться біднішою, тому що зменшується відносна кількість палива в суміші; навпаки, при зменшенні коефіцієнта надлишку повітря (α < 1) суміш стає багатшою.

## Способи отримання паливо-повітряної суміші
Ще до кінця 1990-х років основним пристроєм для приготування паливо-повітряної суміші двигунів внутрішнього згоряння з електроіскровим запалюванням був карбюратор. Швидкий розвиток електроніки призвів до масового застосування електронних систем впорскування пального, які є точнішими за карбюратори. Висока точність дозування палива була також важливою в системах, що використовували каталітичні нейтралізатори. Завдяки розвитку технологій електронні системи впорскування стали надійнішими та дешевшими від карбюраторів.
Паливо-повітряна суміш подається на вхід впускного колектора (центральне одноточкове та розподілене багатоточкове впорскування), або всередину циліндра (безпосереднє впорскування).
Якщо пальним для двигуна служить стиснений або скраплений газ, то приготування відповідної суміші полегшується, оскільки випаровування, змішування з повітрям і отримання однорідної суміші компонентів є значно легшим і швидшим ніж для випадків важчих видів пального. Дещо зменшується точність дозування газоподібного пального, однак техніка подачі газоподібних палив у двигун постійно удосконалюється.
У двигунах внутрішнього згоряння паливо згоряє в замкнутому об'ємі циліндра. Ефективність використання цього об'єму характеризується кількістю одержуваної роботи, а отже, кількістю теплоти, що виділяється в циліндрі в результаті згоряння горючої суміші. Таким чином, ефективність використання об'єму залежить від об'ємної теплоти згоряння горючої суміші, тобто кількості теплоти, що виділяється при повнім згорянні одиниці об'єму суміші. Об'ємна теплота згоряння горючої суміші залежить від елементного складу палива й коефіцієнта надлишку повітря.